# 野村俊明
野村 俊明（のむら としあき、1938年3月21日 - ）は、日本の化学者。信州大学名誉教授。専門は分析化学。

## 略歴・人物
長野県東筑摩郡中川村（現・松本市）生まれ。1956年（昭和31年）長野県松本県ヶ丘高等学校卒業。1962年（昭和37年）信州大学文理学部大学院修了。
信州大学理学部助教授、教授を務めた後、2003年（平成15年）定年退官。信州大学名誉教授。
1998年（平成10年）から2002年（平成14年）の間、信州大学付属図書館館長を務る。日本分析化学会名誉会員。
退官後は、四賀村議会議員などを務めた。

## 所属学会
- 日本分析化学学会

## 著作論文・共著編
- 野村俊明, 水晶発振子の溶液化学分析への適用」『分析化学』 47巻 11号 1998年 p.751-767, doi:10.2116/bunsekikagaku.47.751
- 『有機試薬塗布の水晶発振子による水中の微量金属定量法の基礎的研究』 野村俊明著 1986
- 『チモールフタレインコンプレキソン水銀(II)塩を指示薬としてHg-EDTA溶液によるヨウ素イオンの容量分析』 野村俊明、小松寿美雄 共著 1969
- 『EDTA共存下における硝酸水銀(II)によるシアンイオンまたはチオシアン酸イオンの光度滴定および同時定量』 野村俊明著 1968
- 小松寿美雄, 野村俊明, 伊藤利恵, 「N.N- ジエチルジチオカルバミン酸銀を用いるイオウイオンの間接吸光光度定量」『日本化學雜誌』 90巻 2号 1969年 p.171-174, 日本化学会, doi:10.1246/nikkashi1948.90.2_171
- 野村俊明, 「メチルチモールブルー水銀 (II) 錯体によるチオシアン酸イオンの吸光光度定量」『日本化學雜誌』 88巻 9号 1967年 p.961-965, , doi:10.1246/nikkashi1948.88.9_961